# Peyton Reed
Peyton Tucker Reed (Raleigh, 3 luglio 1964) è un regista statunitense.
È noto per aver diretto il film Ant-Man del Marvel Cinematic Universe e i suoi seguiti.

## Biografia
Nato nella Carolina del Nord, studia alla Student Television dell'Università di Chapel Hill. Durante gli anni degli studi si appassiona alla musica e alle arti visive in generale, dirigendo alcuni videoclip per i The Connells, band originaria di Raleigh. Inoltre è stato deejay per la stazione radiofonica del college e ha imparato a suonare la batteria. È stato sposato con Beth LaMure, da cui ha divorziato.
Inizia la sua carriera come montatore di documentari, fino al 1989 quando dirige il cortometraggio Almost Beat, negli anni seguenti lavora prevalentemente per la televisione, dirigendo sequenze in live action della serie animata Ritorno al futuro. Nel 1997 dirige Il ritorno del maggiolino tutto matto, sequel televisivo de Un Maggiolino tutto matto del 1968.
Debutta al cinema nel 2000 con la commedia sportiva Ragazze nel pallone, mentre nel 2003 dirige Renée Zellweger in Abbasso l'amore. Nel 2005 era stato preso in considerazione per dirigere I Fantastici Quattro, regia poi affidata a Tim Story, Reed torna al genere commedia con Ti odio, ti lascio, ti..., interpretato da Jennifer Aniston e Vince Vaughn. Nel 2008, dopo aver diretto l'episodio pilota di Cashmere Mafia, dirige Jim Carrey in Yes Man, film ispirato all'autobiografia di Danny Wallace, che narra le vicende di un uomo che decide di rispondere affermativamente ad ogni domanda e occasione che gli si pone nella vita.
Nel 2014 viene scelto come sostituto di Edgar Wright per dirigere Ant-Man, basato sul personaggio omonimo dei fumetti Marvel Comics. Il film esce nel 2015, si rivela un grande successo. Costato 130 milioni di dollari, il film ne incassa 520 milioni in tutto Il mondo e riceve critiche positive. Nel 2018 dirige il secondo capitolo Ant-Man and the Wasp con Paul Rudd, Michael Douglas, Evangeline Lilly, Michael Peña, Michelle Pfeiffer, Laurence Fishburne, Hannah John-Kamen, Walton Goggins, Judy Greer e Bobby Cannavale

## Filmografia

### Regia

#### Cinema
- Il ritorno del maggiolino tutto matto (The Love Bug) (1997)
- Ragazze nel pallone (Bring It On) (2000)
- Abbasso l'amore (Down with Love) (2003)
- Ti odio, ti lascio, ti... (The Break-Up ) (2006)
- Yes Man (2008)
- Ant-Man (2015)
- Ant-Man and the Wasp (2018)
- Ant-Man and the Wasp: Quantumania (2023)

#### Televisione
- The Honeymooners Anniversary Special – film TV (1990)
- Ritorno al futuro (Back to the Future: The Animated Series) – serie animata[2], 13 episodi (1991)
- Il computer con le scarpe da tennis (The Computer Wore Tennis Shoes) – film TV (1995)
- The High Life – serie TV, episodi 1x06-1x08 (1996)
- The Wonderful World of Disney – serie TV, episodio 1x11 (1997)
- The Weird Al Show – programma TV, 13 puntate (1997)
- Mr. Show with Bob and David – programma TV, puntate 4x08-4x09-4x10 (1998)
- Upright Citizens Brigade – serie TV, 6 episodi (1999)
- Grosse Pointe – serie TV, episodi 1x06-1x07 (2000)
- Bad Haircut – film TV (2001)
- Gregory Brothers – film TV (2011)
- New Girl – serie TV, episodi 1x07-1x12-1x17 (2011-2012)
- The Goodwin Games – serie TV, episodi 1x01-1x02-1x04 (2013)
- To My Future Assistant – film TV (2013)
- Ellen More or Less – film TV (2015)
- The Mandalorian – serie TV, episodi 2x02-2x08 (2020)

### Produttore

#### Televisione
- Cashmere Mafia – serie TV, episodio 1x01 (2008) – produttore esecutivo
- The Goodwin Games – serie TV, 7 episodi (2013) – produttore esecutivo
- The Unicorn – serie TV, 31 episodi (2019-2021) – produttore esecutivo